# Aéroport international de Cotonou
Pour les articles homonymes, voir COO.
L'aéroport international de Cotonou, ou « Aéroport Cadjehoun » (code IATA : COO • code OACI : DBBB) est un aéroport domestique et international desservant la ville de Cotonou, capitale économique et plus grande ville du Bénin, pays d'Afrique occidentale. La ville abrite beaucoup de services gouvernementaux et diplomatiques.

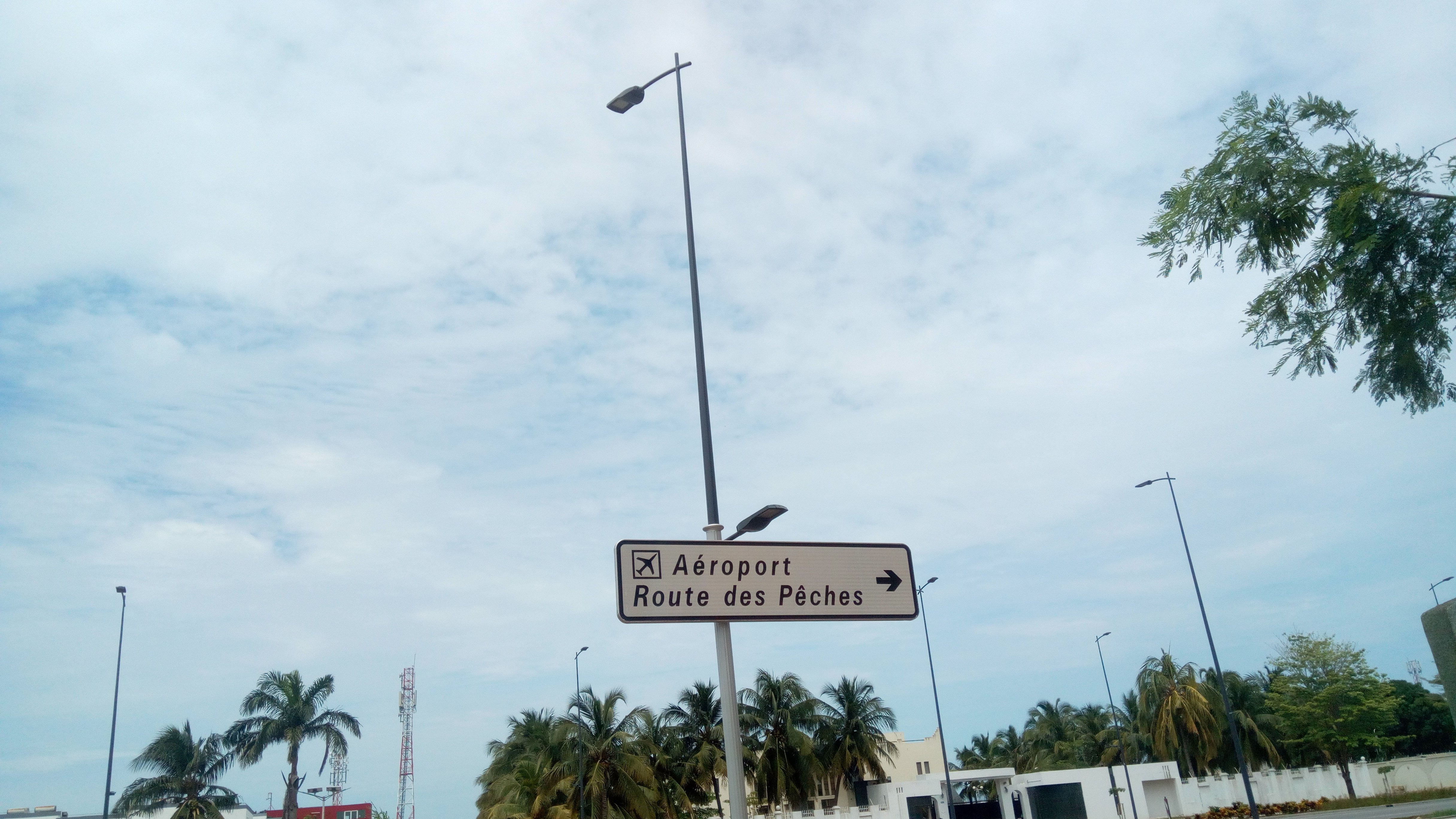
Panneau indiquant l’aéroport du Bénin et la route des pêches-2

Il a été rebaptisé le 22 mai 2008 Aéroport international Cardinal Bernardin Gantin, du nom du cardinal béninois Bernardin Gantin.
En 2014, son trafic était de 503 633 passagers.
L'aéroport, en surcharge et entouré par la ville, a de plus en plus de mal à absorber la croissance du trafic, c'est pourquoi il est prévu de construire un autre aéroport à l’extérieur de la ville.

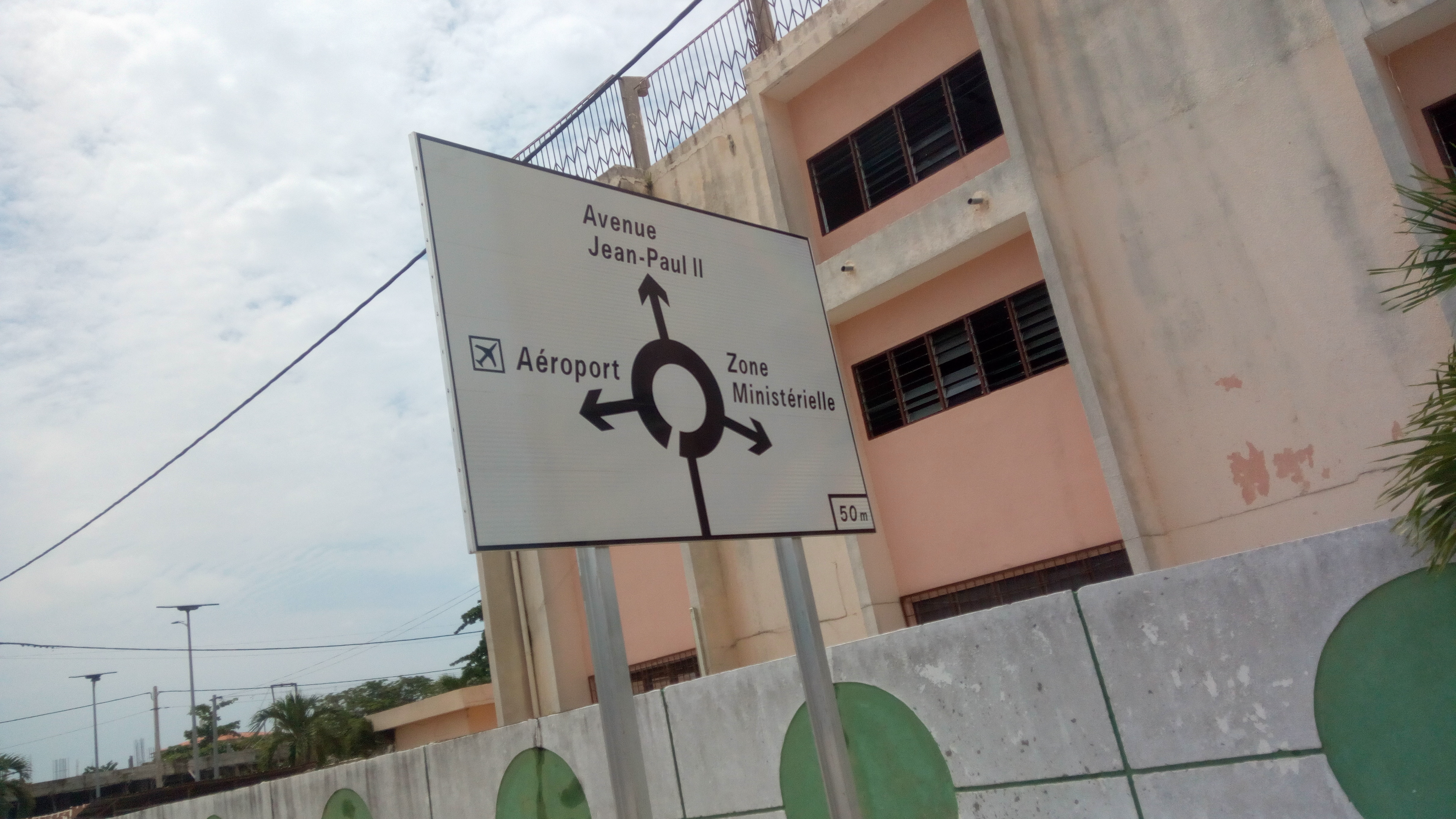
Panneau indiquant l'aéroport, l'avenue Jean-Paul 2 et la zone ministérielle au Bénin

## Situation
L'aéroport international de Cotonou est situé en bord de mer, à l'ouest de Cotonou, dans le quartier résidentiel de Cadjehoun, à environ 5 km du centre-ville. Il est relié au centre-ville par la route de l'aéroport et l'avenue Jean-Paul II ,.
'
| \| 20 km1:1 857 000 \| Bembèrèkè Cana Cotonou-Cadjehoun Djougou Kandi Natitingou Parakou Porga Savè |
| 20 km1:1 857 000                                                                                    |

Carte statique des aéroports du Bénin.Carte dynamique des aéroports du Bénin.

## Incidents et accidents
- 25 décembre 2003 : le vol 141 UTA (Union des transports africains) s'écrase après avoir tenté de décoller de Cotonou. Le Boeing 727 immatriculé 3X-GDO à destination de Dubaï, qui datait de 1977, était surchargé et mal entretenu. Le copilote a déclaré peu avant le décollage : « Si on arrive à décoller aujourd’hui, je te dis, ça sera une performance ! Chaque passager est monté avec une valise de vingt kilos vous verrez si on décolle ou si on tombe dans la mer ! ». En effet, l'avion ne décollera que très peu et percutera une cabine de chantier et un mur en béton avant de s'abîmer en mer tuant 141 personnes. Il n'y aura que 22 survivants dont le commandant de bord. Cet accident est une caricature tant il était prévisible[4].

## Statistiques
Pour des raisons techniques, il est temporairement impossible d'afficher le graphique qui aurait dû être présenté ici.

Voir la requête brute et les sources sur Wikidata.
| Année     | 2007    | 2008     | 2009     | 2010     | 2011     | 2012      | 2013     | 2014     |
| --------- | ------- | -------- | -------- | -------- | -------- | --------- | -------- | -------- |
| Trafic    | 401 073 | 394 444  | 391 318  | 406 491  | 432 500  | 481 389   | 470 068  | 503 633  |
| Évolution |         | - 1,65 % | - 0,79 % | + 3,88 % | + 6,40 % | + 11,30 % | - 2,35 % | + 7,14 % |

## Compagnies et destinations
| Compagnies             | Destinations |
| ---------------------- | --- |
| Air Burkina            | Lomé-G. Eyadéma, Ouagadougou |
| Air Côte d'Ivoire      | Abidjan-F.-H.-Boigny, Libreville-Léon Mba                                                                                         |
| Air France             | Paris-Charles de Gaulle |
| Air Senegal            | Dakar-B. Diagne |
| ASKY Airlines          | Lomé-G. Eyadéma, Ouagadougou |
| Benin Airlines         | Parakou |
| Brussels Airlines      | Abidjan-F.-H.-Boigny, Bruxelles-National                                                                                          |
| Camair-Co              | Douala, Lagos-Murtala Muhammed |
| CEIBA Intercontinental | Dakar-B. Diagne, Malabo |
| Corsair International  | Paris-Orly |
| Cronos Airlines        | Bata, Malabo |
| Ethiopian Airlines     | Addis-Abeba Bole |
| Mauritania Airlines    | Bamako-M. Keïta, Brazzaville, Nouakchott-Oumtounsy                                                                                |
| Royal Air Maroc        | Casablanca-Mohammed-V |
| Rwandair               | - Abidjan-F.-H.-Boigny, - Bamako-M. Keïta, - Brazzaville, - Conakry, - Dakar-B. Diagne, - Douala, - Kigali, - Libreville-Léon Mba |
| Trans Air Congo        | Brazzaville, Libreville-Léon Mba, Pointe-Noire A. Neto                                                                            |
| Turkish Airlines       | Abidjan-F.-H.-Boigny, Istanbul |

Édité le 09/03/2020  Actualisé le 2/09/2023

### Cargo
| Compagnies         | Destinations                |
| ------------------ | --------------------------- |
| Africa West Cargo  | Bamako, Liège, Lomé, Niamey |
| Air France Cargo   | Paris-Charles-de-Gaulle     |
| Ethiopian Airlines | Addis-Abeba                 |

## Galerie d'images

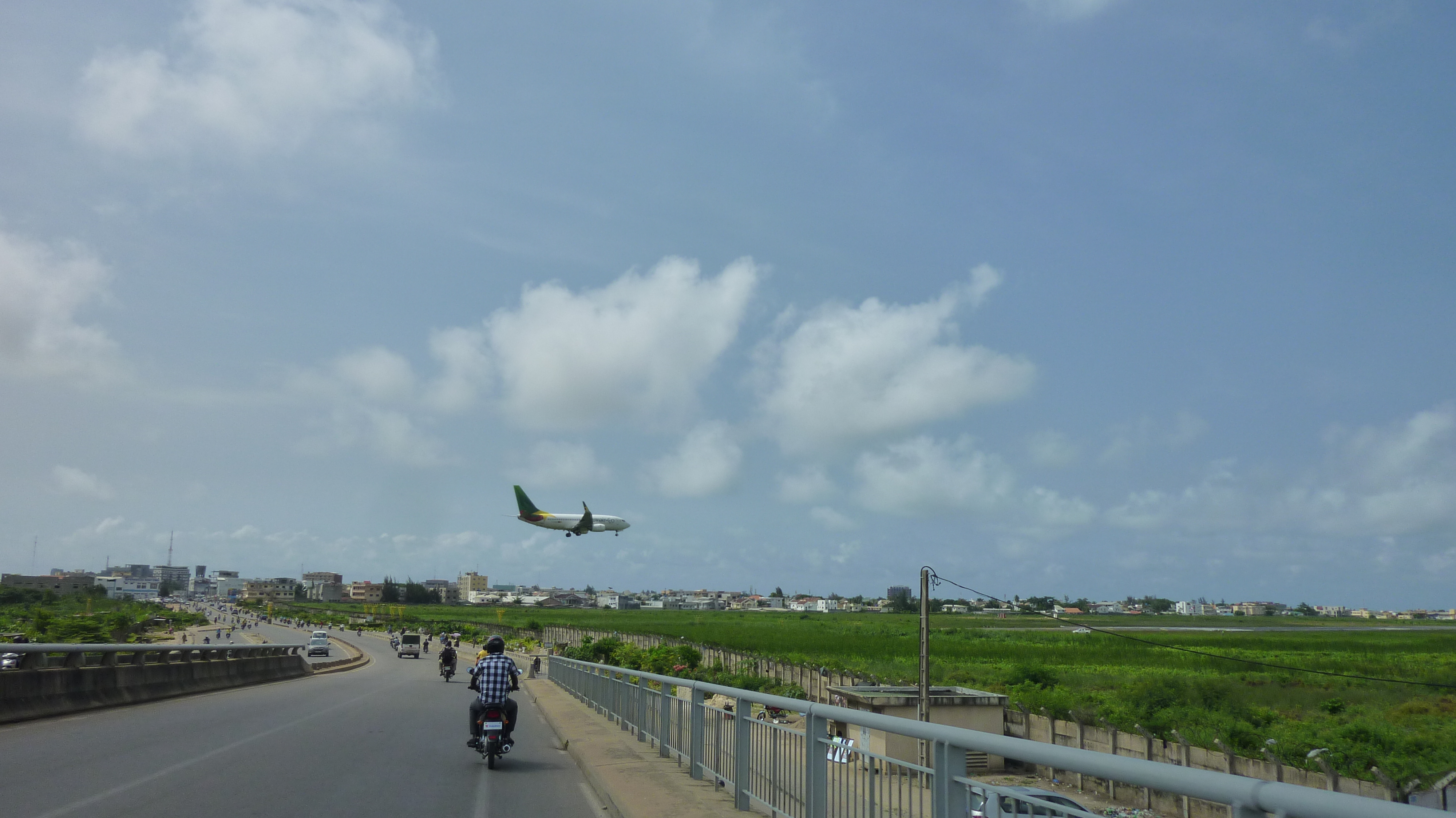
Atterrissage d'un Boeing 737.
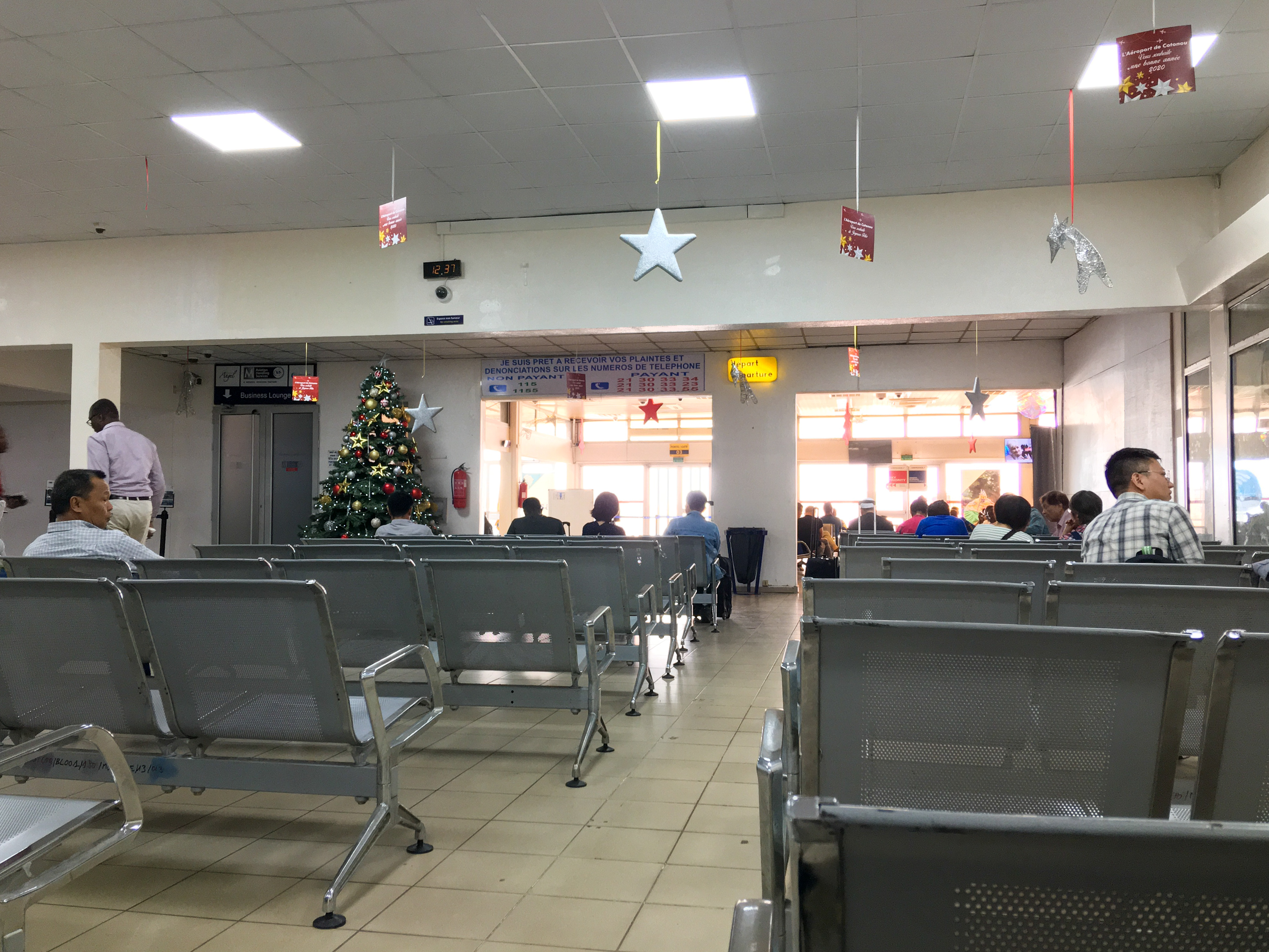
Salle d'embarquement.
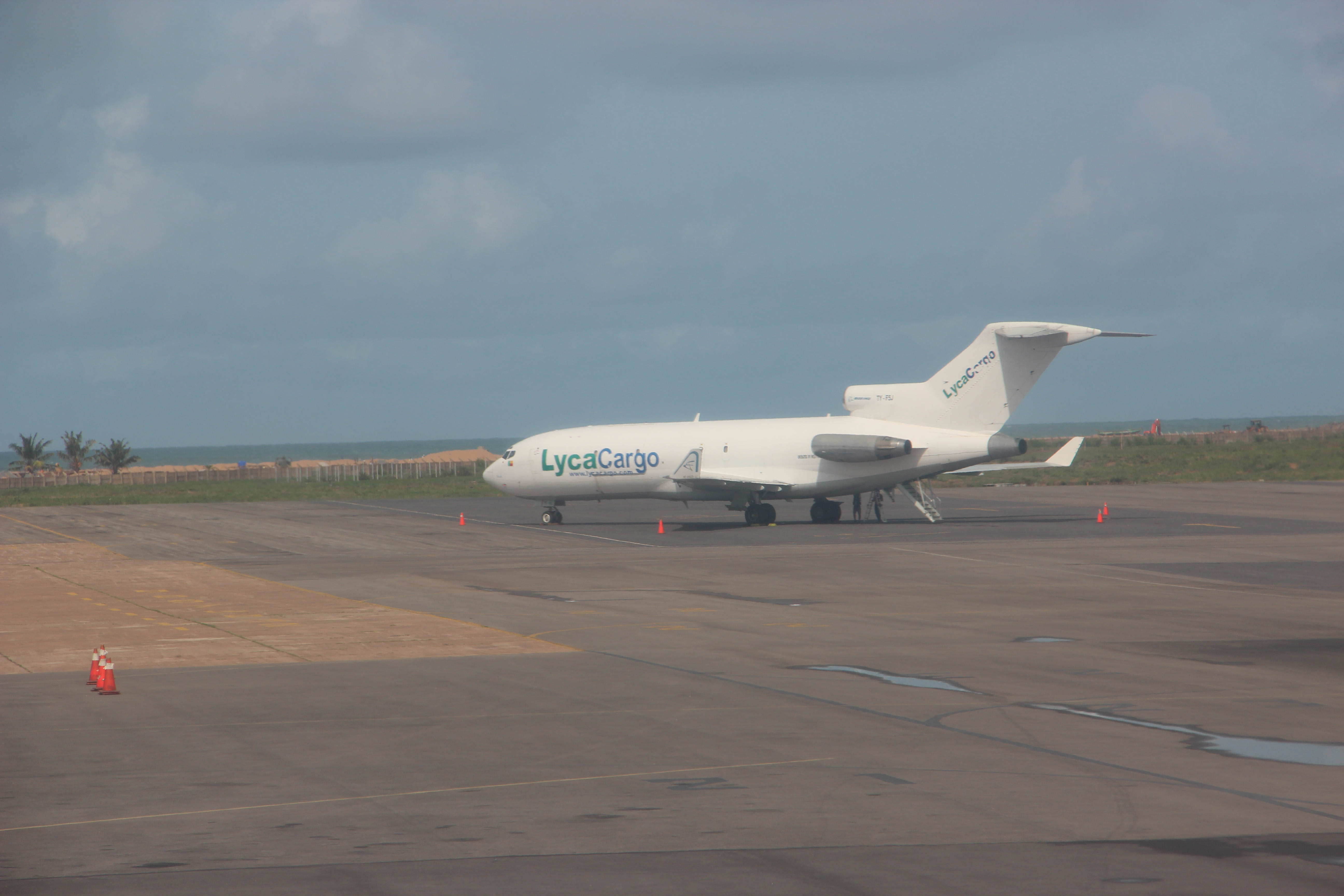
Un avion sur le tarmac
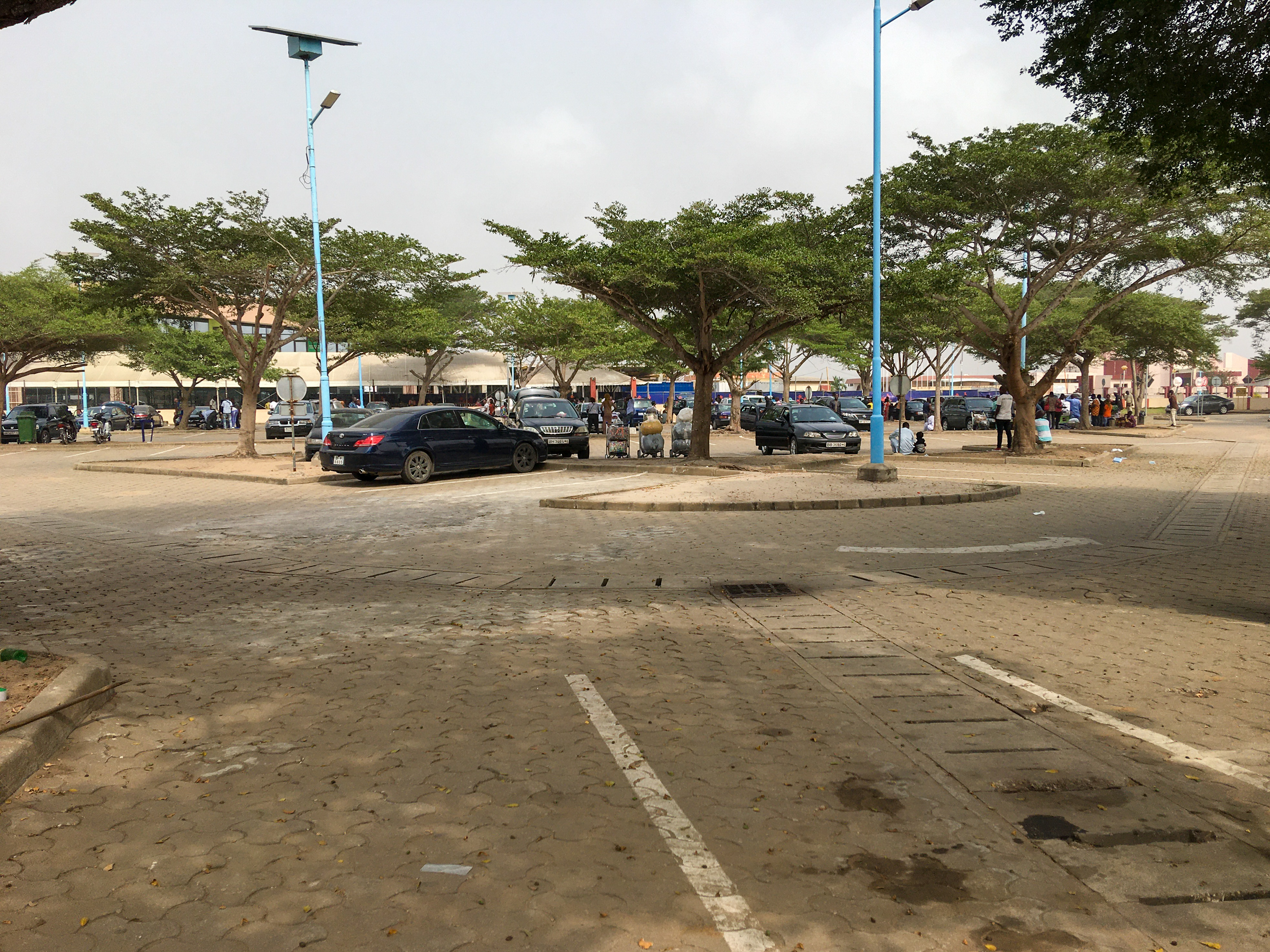
Parking extérieur de l'aéroport international de Cotonou.
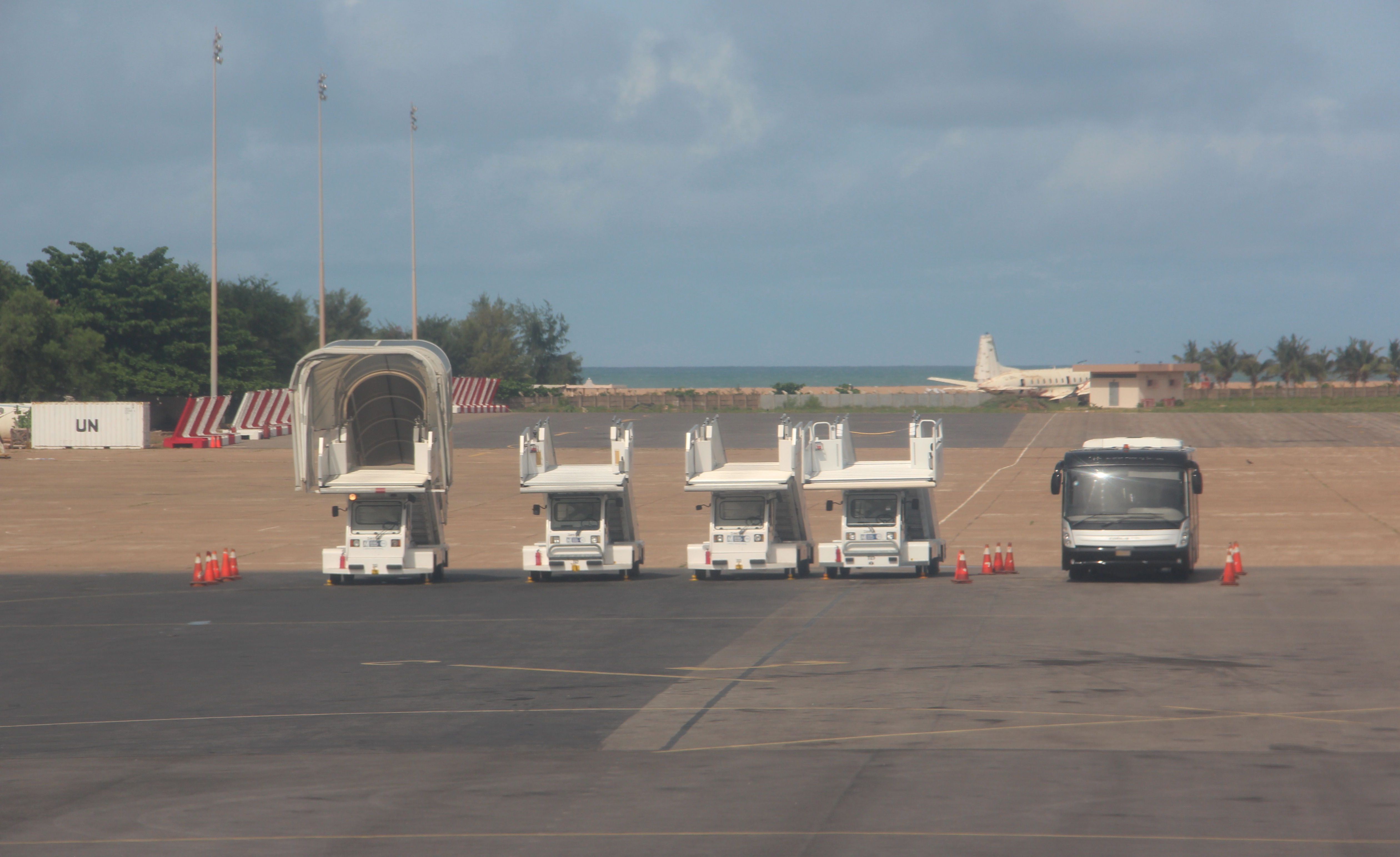
Escaliers aéroportuaire.
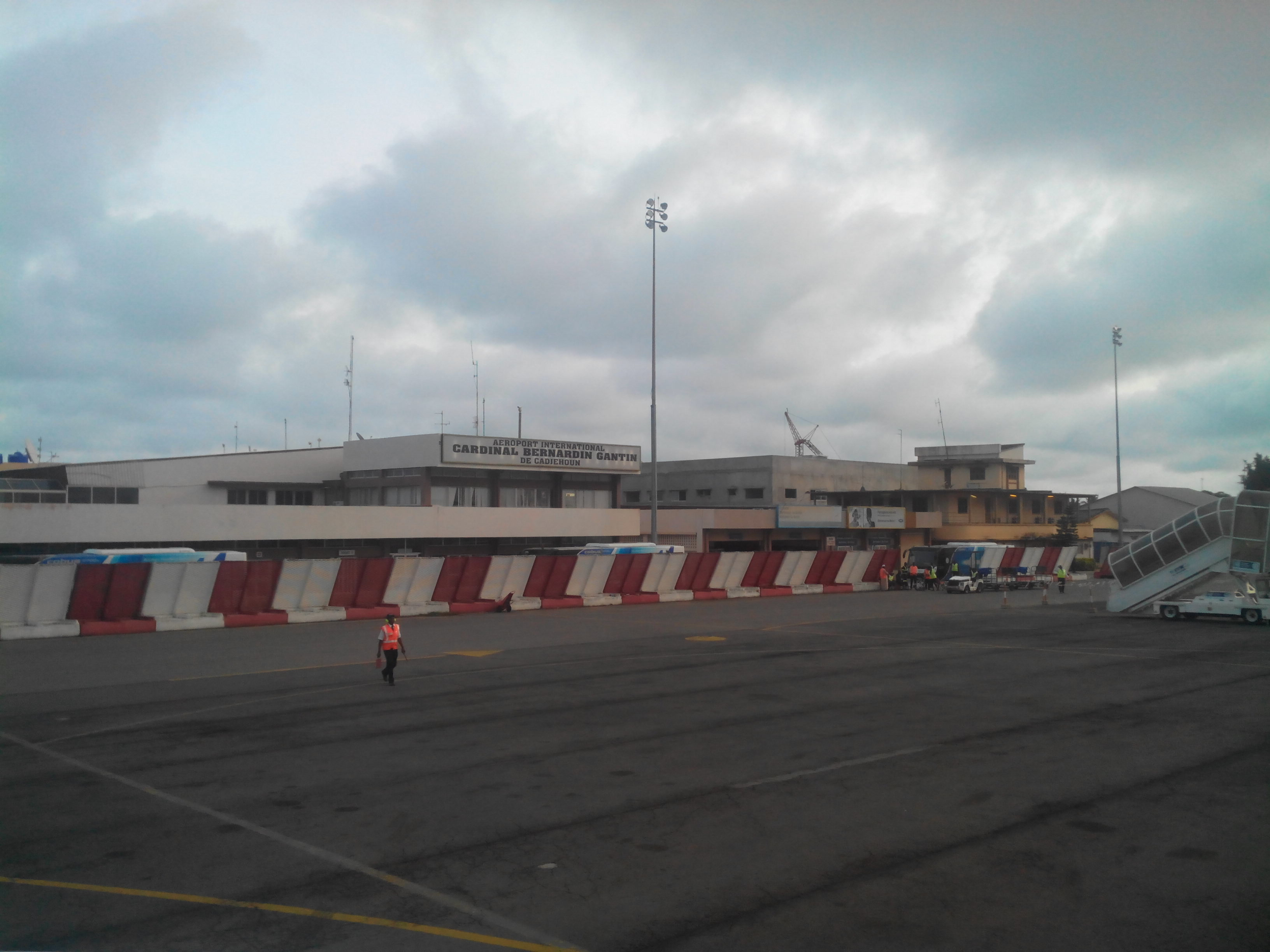
Aéroport international cardinal Bernardin Gantin de Cotonou